# 竹上裕子
竹上 裕子（たけがみ ゆうこ、1960年3月6日 - ）は、日本の政治家。日本保守党所属の衆議院議員（1期）。
愛知県議会議員（1期）を務めた。

## 経歴
栃木県宇都宮市出身。1982年3月、宇都宮大学教育学部中学校教員養成課程国語科卒業。
1982年4月から、結婚による中断を挟み、栃木県と愛知県にて34年半、公立小中学校（国語科）の教員を務め（豊橋市立青陵中学校、豊橋市立南稜中学校、豊橋市立本郷中学校、豊橋市立羽田中学校、豊橋市立章南中学校など）、2020年3月定年退職。以降、夫の家業である有限会社竹上豆腐店を手伝う。
2021年9月、あいちトリエンナーレ「表現の不自由展・その後」に端を発した愛知県知事・大村秀章へのリコール署名運動をきっかけとして、名古屋市長・河村たかしが代表を務める減税日本の政策に共鳴し、政治活動を開始。
2022年2月6日執行の愛知県議会議員補欠選挙（豊橋市選挙区での2人の議員辞職に伴う）に、減税日本公認で立候補し、改選数2に対し3人中2位となり初当選。当時減税日本と協力関係にあった日本維新の会でも特別党員を務めたが、両党の第20回統一地方選挙を巡る選挙協力が白紙になったことを受け、2022年11月に維新を離党した。
2023年4月9日執行の愛知県議会議員選挙では、定数5に対し8人中7位で落選。
2024年10月8日、河村たかしが共同代表として参加した日本保守党が次期衆院選比例東海ブロックの1位に竹上を擁立すると発表。10月27日執行の第50回衆議院議員総選挙では、日本保守党が比例東海ブロックで1議席を獲得したため、初当選を果たした。

## 政策・主張

### 外交・安全保障
- 日本国憲法の改正に賛成。憲法9条を改正して自衛隊を明記すべき。憲法に緊急事態条項を設けるべき[6]。
- 非核三原則は見直すべき[6]。
- 日本の防衛力はさらに強化すべき。防衛費増額の財源をまかなうための増税には反対[6]。

### 経済
- 財政規律より積極的な財政出動を優先すべき[6]。
- 大企業や富裕層への課税強化に反対[6]。
- 原子力発電への依存度は今の程度でよい[6]。
- 再生可能エネルギーの割合は減らすべき[6]。

### 社会
- 女系天皇に反対。女性天皇については、当初NHKのアンケートには「賛成」と回答していたが、その後「誤って回答した」という旨の申し出を行い「反対」に修正した[6]。
- 同性結婚の合法化について、当初NHKのアンケートには「賛成」と回答していたが、その後「誤って回答した」という旨の申し出を行い「反対」に修正した[6]。
- 選択的夫婦別姓制度の導入に反対[6]。
- 高校の授業料無償化の所得制限の撤廃に反対[6]。
- マイナンバーカードと保険証の一体化にともなう、従来の健康保険証の廃止に反対[6]。

## 人物
- 夫の家業は、1913年創業の老舗豆腐店「有限会社竹上豆腐店」[1]。
- 「豊橋創業百年会」の発起人／事務局長、村井弦斎研究会「楽水」理事を務める[1]。

## 選挙歴
| 当落 | 選挙                         | 執行日         | 年齢 | 選挙区           | 政党       | 得票数    | 得票率 | 定数 | 得票順位 /候補者数 | 政党内比例順位 /政党当選者数 |
| ---- | ---------------------------- | -------------- | ---- | ---------------- | ---------- | --------- | ------ | ---- | ------------------ | ---------------------------- |
| 当   | 2022年愛知県議会議員補欠選挙 | 2022年2月6日   | 61   | 豊橋市選挙区     | 減税日本   | 1万6090票 | ーー   | 2    | 2/3                | /                            |
| 落   | 2023年愛知県議会議員選挙     | 2023年4月9日   | 63   | 豊橋市選挙区     | 減税日本   | 1万653票  | ーー   | 5    | 7/8                | /                            |
| 当   | 第50回衆議院議員総選挙       | 2024年10月27日 | 64   | 比例東海ブロック | 日本保守党 | ーー票    | ーー   | 23   | /                  | 1/1                          |